# 马利齐 (克雷门丘克区)
49°7′21″N 34°2′33″E / 49.12250°N 34.04250°E
马利齐（烏克蘭語：Мальці），2016年前称恰怕耶夫卡（烏克蘭語：Чапаєвка），是位於烏克蘭中部波爾塔瓦州裏克雷門丘克區的村莊，距離布列烏西夫卡1.5公里，海拔高度117米，2001年人口528。